# René-Jean Pommerais
 (mars 2025).
Motif : Pas pu vérifier les sources + pas retrouvé le sujet de l'article en dehors d'une source du XIXe. Notoriété à démontrer.
- Archive Wikiwix
- Bing
- Cairn
- DuckDuckGo
- E. Universalis
- Gallica
- Google
- G. Books
- G. News
- G. Scholar
- Persée
- Qwant
- (zh) Baidu
- (ru) Yandex
- (wd) trouver des œuvres sur Wikidata

| 1. | Préciser le motif de la pose du bandeau. | Précisez le motif de la pose du bandeau en utilisant la syntaxe suivante : {{admissibilité à vérifier\|date=mars 2025\|motif=remplacez ce texte par le motif}}                           |
| 2. | Informer les utilisateurs concernés.     | Pensez à avertir le créateur de l'article, par exemple, en insérant le code ci-dessous sur sa page de discussion : {{subst:avertissement admissibilité à vérifier\|René-Jean Pommerais}} |

René-Jean Pommerais, né en 1814 à Sablé-sur-Sarthe - 6 octobre 1885 à Dinard est un archéologue et juriste français. 

## Biographie
Il commença ses études au Petit-Séminaire de Précigné et les termina au Lycée de Laval[réf. incomplète]. 
Licencié en droit, il fut pendant une dizaine d'années notaire à Saint-Denis-d'Orques, devint vers 1853 juge de paix à Sainte-Suzanne, où ses relations avec Ernest Perrot donnèrent peut-être naissance, ou du moins développement à ses goûts pour les recherches archéologiques. Ils firent ensemble des fouilles à la station romaine d'Ambriers. 
Transféré à la justice de paix de Craon en 1858, il se lia avec M. Bodard de la Jacopière et contribua avec lui à l'exhumation momentanée de l'établissement des Provenchères. C'est là surtout qu'il a pu pendant plusieurs années suivre pas à pas, sur une longueur de plus de cinquante kilomètres environ, les vestiges du rempart des Miaules. 
Il donne dans cette longue et consciencieuse étude l'idée de sa méthode de travail. L'Abbé Angot indique : Une flânerie où sa curiosité en éveil lui faisait examiner tous les plis de terrain et écouter tous les récits des villageois. Au retour, il écrivait sur des feuilles volantes les faits qui lui semblaient significatifs. Jamais il n'eut le goût de donner au public ces notes décousues, qui heureusement pourtant ont été recueillies par son fils, chef de bataillon. 
Il découvrit vers 1860, dans le champ des Fontenelles près du Château de la Boissière, une enceinte de mégalithes. M. Pommerais, chef de bataillon en retraite, communiqua le plan de cette enceinte relevé par son père à l'Abbé Angot. Elle semble de forme rectangulaire, longue de 100 mètres, large de 33 mètres ; les deux grands côtés étant orientés au Nord et au Sud. Deux groupes de quatre et six mégalithes ferment les extrémités Est et Ouest et sont particulièrement remarquables par leurs dimensions : 2 mètres 35 à 3 mètres de hauteur, et par leur symétrie. Les blocs en place vus par M. Pommerais étaient au nombre de 17 ou 18.
Le juge de paix de Craon, contraint par l'état de sa santé de prendre sa retraite en 1874, alla habiter Dinard où il s'était fait construire une villa.

## Publications
- Revue de l'Anjou (t. LVII, p. 178-203 et 283-299.)